# Khaqani Shirvani
Khaqani Shirvani (en persa: خاقانی; Shirván, c.1120 – Tabriz, c.1199) fue un importante poeta y prosista  de Azerbaiyán  del siglo XII. Nació en Transcaucasia en la región histórica conocida como Shirván, donde se desempeñó como escritor de odas para los Shirvanshahs.

## Biografía
Khaqani Shirvani nació alrededor en 1127 en Shirván. Él perdió a su padre a edad temprana y fue criado por su tío. 
Khaqani Shirvani viajó a los varios países de Asia Occidental – Ardebil, Isfahán, Bagdad, Damasco, Mosul, Medina, La Meca. Sus viajes se convirtió en materia de su famosa obra “Tohfat al-ʿErāqayn”. Divān del poeta consistió en qasida, tarjiʿāt, gazal, ruba'i.
“Mi país ha sufrido
bajo la mano implacable del destino,
En la actualidad existe un infierno,
donde una vez fue mi país “. (Khaqani Shirvani)
En 1977 Khaqani Shirvani fue a Tabriz – la capital de Eldiguzids. Él vivió en esta ciudad hasta el fin de su vida. El poeta murió en 1199 y fue enterrado en Maqbaratoshoara, el cementerio histórico de la ciudad Tabriz.

## Filmografía
- 1980 – “Xaqani”